# Fosse no 9 - 17 des mines de Courrières
La fosse no 9 - 17 dite Louis Piérard de la Compagnie des mines de Courrières est un ancien charbonnage du Bassin minier du Nord-Pas-de-Calais, situé à Harnes. Le puits no 9 est commencé en août 1891 et productif en 1896, son fonçage ayant été retardé par des venues d'eau, et des terrains ébouleux et désagrégés. Le puits no 17 est commencé le 18 mai 1909. La fosse est détruite durant la Première Guerre mondiale. Des cités sont bâties à proximité de la fosse. Les terrils nos 82 et 82A sont édifiés au nord-est de la fosse.
La Compagnie des mines de Courrières est nationalisée en 1946, et intègre le Groupe d'Hénin-Liétard. Le puits no 17 est modernisé de 1949 à 1951, et le puits no 9 de 1951 à 1952, date à laquelle la fosse est totalement opérationnelle. Elle concentre alors la fosse no 23 sise à Noyelles-sous-Lens. La fosse no 9 - 17 est concentrée en 1967 sur la fosse no 21 - 22, et cesse d'extraire l'année suivante. Les puits sont remblayés en 1970 et les chevalements détruits en 1973. Les terrils sont intégralement exploités.
Au début du XXIe siècle, Charbonnages de France matérialise les têtes des puits nos 9 et 17. Les cités ont été rénovées. Les sites des terrils sont des espaces naturels.

## La fosse

### Fonçage
La fosse no 9 a été commencée en août 1891 à 700 mètres au sud du clocher d'Harnes, à 1 420 mètres à l'ouest de la fosse no 7 - 19. L'orifice du puits est situé à l'altitude de 27 mètres.

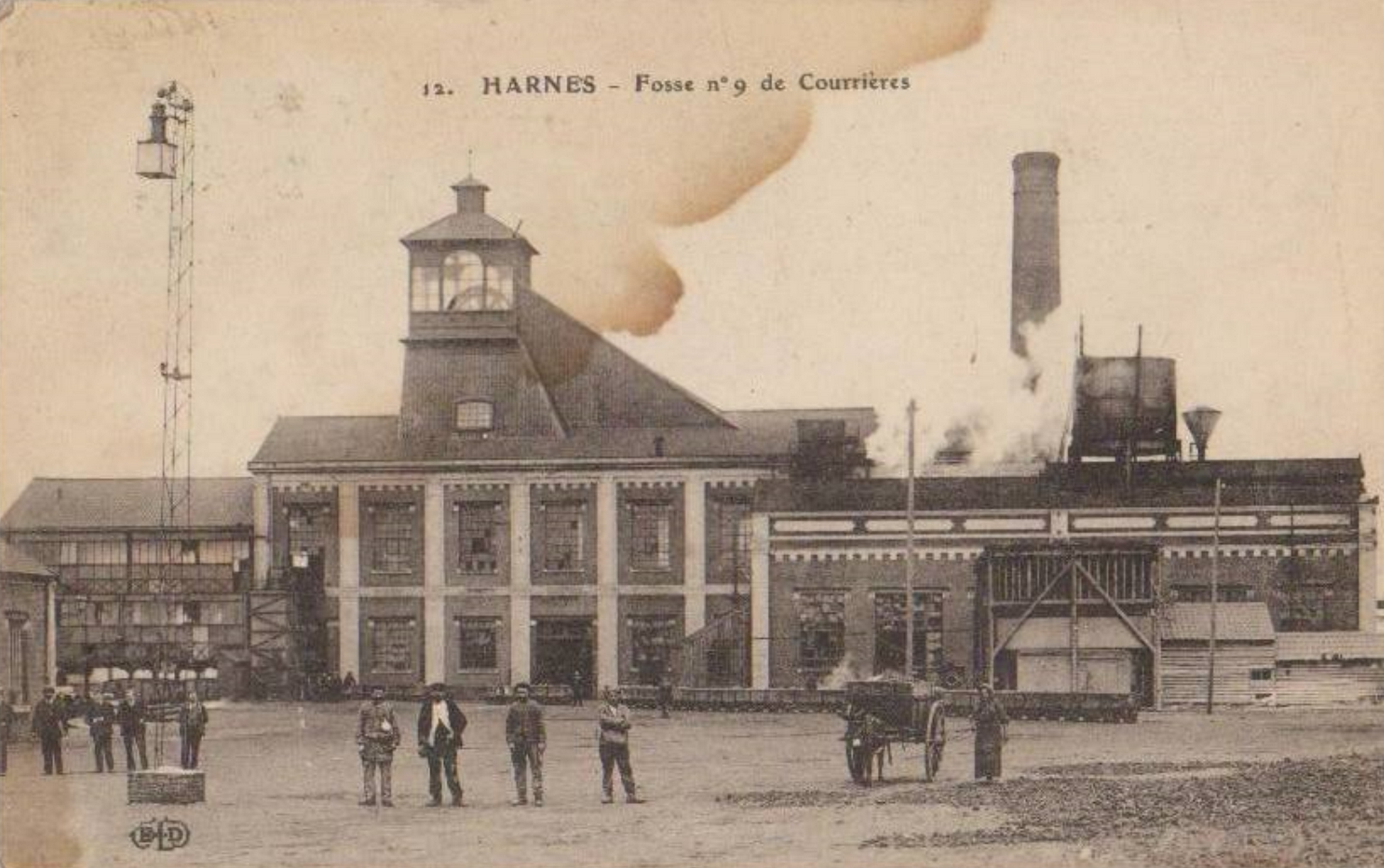
La fosse no 9 vers 1900.

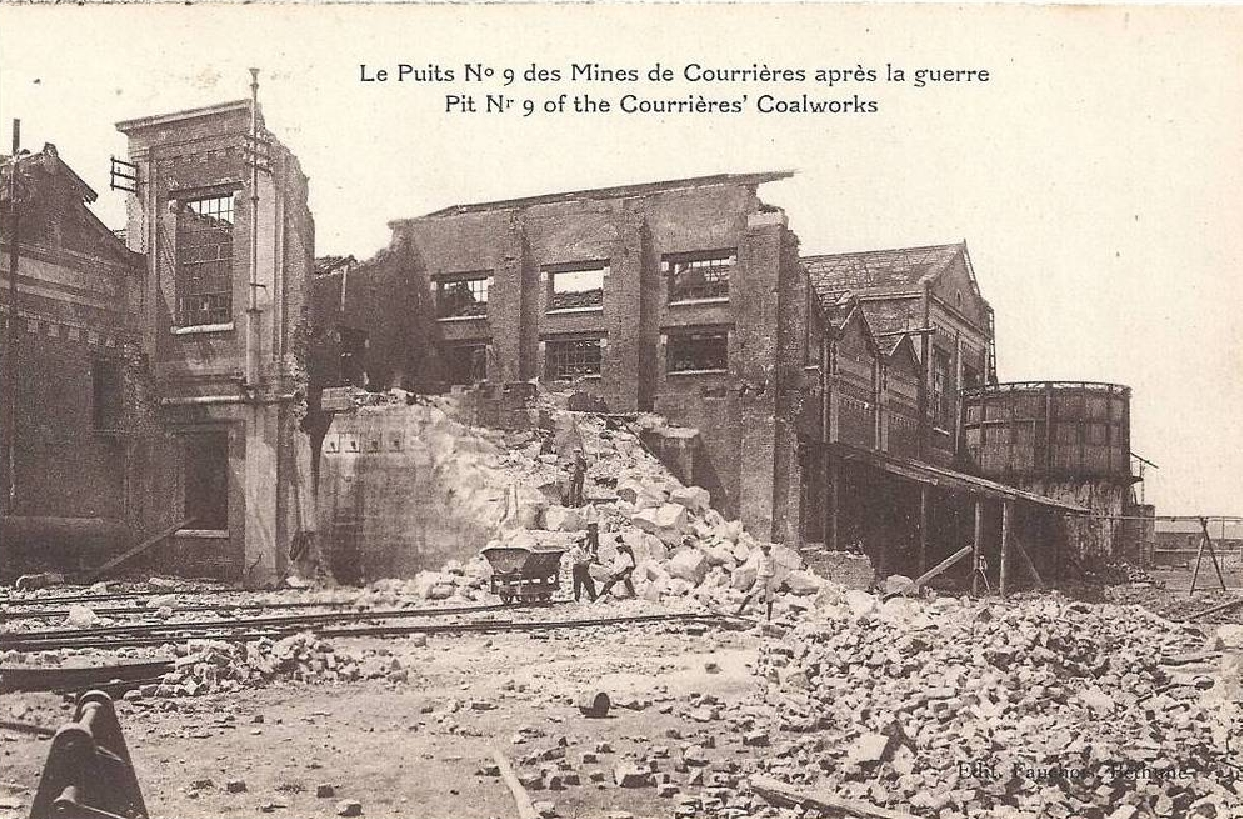
La fosse no 9 - 17 après la guerre.

Le fonçage est entrepris par le même procédé que les fosses précédentes. Vers trente mètres de profondeur, la venue d'eau atteint 52 000 m3 par 24 heures, les terrains sont ébouleux et désagrégés. Dans ces conditions, le niveau n'a pas été passé à vide, c'est le procédé de congélation qui a été utilisé. Le terrain houiller est atteint à la profondeur de 133 mètres. Le fonçage se poursuit sans incidents jusqu'au 23 janvier 1896.

### Exploitation
La fosse commence à produire en 1896, elle est baptisée en l'honneur de Louis Piérard. Le puits no 17 est commencé le 18 mai 1909, à 107 mètres à l'ouest du puits no 9. La fosse est détruite durant la Première Guerre mondiale.
La Compagnie des mines de Courrières est nationalisée en 1946, et intègre le Groupe d'Hénin-Liétard. La fosse no 9 - 17 devient un siège de concentration des charbons gras du Groupe grâce à sa position centrale dans celui-ci, et à son exploitation à la profondeur de 357 mètres, relativement faible. Le bâtiment et la machine d'extraction du puits no 17 sont remplacés à partir d'avril 1949 par le chevalement et la machine d'extraction de la fosse no 2, arrêtée depuis peu. La puissance s'en retrouve bien augmentée, puisqu'elle passe de 430 à 2 400 chevaux. Deux skips capables d'emporter 7,5 tonnes équipent le puits, ainsi qu'un faux-carré étanche, puisque le puits est retour d'air. Le puits no 17 est remis en service en 1951.
Le puits no 9 est arrêté en décembre 1951 afin de moderniser la recette et d'adapter les cages aux berlines de 800 litres qui remplacent celles de 600. La fosse est entièrement opérationnelle en janvier 1952, elle concentre alors l'exploitation de la fosse no 23, sise à Noyelles-sous-Lens à 1 850 mètres au sud-ouest. Cette dernière cesse alors d'extraire le 16 juin 1952, et est affectée à l'aérage. Le premier soutènement marchant du Groupe d'Hénin-Liétard est mis en service à la fosse no 9 - 17 en 1958.
La fosse no 9 - 17 est concentrée sur la fosse no 21 - 22, sise à 1 930 mètres au nord-ouest, en 1967. Elle cesse alors de produire en 1968. Les puits nos 9 et 17, respectivement profonds de 507 et 635 mètres, sont remblayés en 1970, et les chevalements détruits trois ans plus tard.

### Reconversion
Au début du XXIe siècle, Charbonnages de France matérialise les têtes des puits nos 9 et 17. Le BRGM y effectue des inspections chaque année. Le site est occupé par une entreprise, il subsiste la conciergerie, les bureaux, la lampisterie, les bains-douches et la salle de paye.

## Les terrils
Deux terrils résultent de l'exploitation de la fosse.

### Terrilno82, 9 Nord de Courrières
50° 26′ 27″ N, 2° 54′ 30″ E
Le terril no 82, disparu, situé à Harnes, était le terril de la fosse no 9 - 17. Il a été intégralement exploité.

### Terrilno82A, 9 Nord de Courrières
50° 26′ 26″ N, 2° 54′ 37″ E
Le terril no 82, disparu, situé à Harnes, était le second terril de la fosse no 9 - 17. Il a été intégralement exploité.

## Les cités
Des cités ont été bâties à proximité de la fosse.